# 桓州 (渤海国)
桓州，中国古代的州。
渤海国置桓州，治所在桓都县（今吉林省集安市西通沟）。辖境约当今吉林省集安市、辽宁省桓仁满族自治县等地。辽朝灭渤海国，只有西京百姓没有迁到辽东。金朝时废桓州。一说辽朝末年不存。